# WIL (film)
WIL is een Belgische-Nederlands-Poolse film uit 2023, geregisseerd door Tim Mielants. De film is gebaseerd op het gelijknamige boek van Jeroen Olyslaegers uit 2016.

## Verhaal
Wil is hulppolitieagent in Antwerpen aan het begin van de Tweede Wereldoorlog. In de stad heerst wantrouwen. Wilfried doet wat hij kan voor zichzelf en vermijdt te gladde paden. Hij krijgt aandacht en steun van "Nijdig Baardje", een man die de kant van de Duitse bezetter kiest. Anderzijds geniet hij ook het vertrouwen van zijn antinazistische collega Lode, de broer van Wilfrieds lief Yvette. 
Wilfried doet zijn best om te overleven terwijl de Jodenvervolging onverminderd doorgaat. Jaren later vertelt hij zijn verhaal aan een van zijn nakomelingen.

## Rolverdeling
| Acteur                | Personage                          |
| --------------------- | ---------------------------------- |
| Stef Aerts            | Wilfried Wils                      |
| Matteo Simoni         | Lode Metdepenningen                |
| Annelore Crollet      | Yvette Metdepenningen              |
| Dirk Roofthooft       | Felix "Nijdig Baardje" Verschaffel |
| Kevin Janssens        | Vincent "De Vinger" Vindevogel     |
| Koen De Bouw          | Vader Metdepenningen               |
| Jan Bijvoet           | Politiecommissaris Jean            |
| Els Dottermans        | Maria Metdepenningen               |
| Jan Decleir           | "De Professor"                     |
| Gene Bervoets         | Omer Verschueren                   |
| Frieda Pittoors       | Zulma                              |
| Frank Vercruyssen     | Jozef Wils                         |
| Tine Van den Wyngaert | Tante Emma                         |
| Sofie Decleir         | Jenny                              |
| Valentijn Dhaenens    | Gust                               |
| Marc Lauwrys          | Gaston                             |
| Pierre Bokma          | Chaim Litzke                       |
| Karina Smulders       | Myriam                             |
| Dimitrij Schaad       | SS-Obersturmführer Gregor Schnabel |
| Pit Bukowski          | Feldgendarm                        |
| Szymon Wróblewski     | Ernst Böhmer                       |
| Ariane van Vliet      | Roza Wils                          |
| Felix Meyer           | Mieleke                            |
| Isabelle Van Hecke    | Irma                               |
| Wito Geerts           | Sus                                |

## Productie
De filmopnames gingen door van mei tot juni 2022 in Antwerpen en in Polen. De film kreeg financiële steun van het Vlaams Audiovisueel Fonds
Op 6 juli 2023 verscheen de officiële trailer. De film is vanaf 27 september 2023 te zien in de Belgische zalen.

## Filmlocaties
De filmopnames in België gingen onder andere door in het treinstation Antwerpen Centraal, de Mechelse Stadsschouwburg, het stadhuis van Charleroi, Café Des Sports in Groot-Bijgaarden en een magazijn en oude slagerij in de Zamanstraat in Sint-Niklaas.

## Ontvangst
De film werd lovend onthaald en ontving 4 sterren van Focus Knack, Het Nieuwsblad, De Morgen, De Standaard en Metro.
De film wordt geprezen om zijn maatschappelijke relevantie en acteerprestaties.

## Trivia
- Schrijver van het boek WIL, Jeroen Olyslaegers heeft een cameo in de film. Wanneer Yvette Wilfried bespiedt op de tram staat Olyslaegers met grote baard naast haar.